# Suchodoły (Srokowo)
Suchodoły (deutsch Friedenthal) ist ein kleiner Ort in der polnischen Woiwodschaft Ermland-Masuren und gehört zur Gmina Srokowo (Drengfurth) im Powiat Kętrzyński (Kreis Rastenburg).

## Geographische Lage
Suchodoły liegt in der nördlichen Mitte der Woiwodschaft Ermland-Masuren, 21 Kilometer nordöstlich der Kreisstadt Kętrzyn (deutsch Rastenburg).

## Geschichte
Friedenthal bestand ursprünglich aus einem großen Hof und wurde am 28. August 1821 als bisheriger Abbau Rodies mit dem Namen „Friedenthal“ benannt. Bis 1945 war der Ort ein Wohnplatz innerhalb der Stadtgemeinde Drengfurth (polnisch Srokowo) im ostpreußischen Kreis Rastenburg. Im Jahre 1885 zählte Friedenthal 35 Einwohner, im Jahre 1905 waren es 37.
Als 1945 in Kriegsfolge das gesamte südliche Ostpreußen an Polen fiel, war auch Friedenthal davon betroffen. Es erhielt die polnische Namensform „Suchodoły“ und ist heute eine Siedlung (polnisch Osada) innerhalb der Landgemeinde Srokowo (Drengfurth) im Powiat Kętrzyński (Kreis Rastenburg), bis 1998 der Woiwodschaft Olsztyn, seither der Woiwodschaft Ermland-Masuren zugehörig.

## Kirche
Bis 1945 war Friedenthal in die evangelische Pfarrkirche Drengfurth in der Kirchenprovinz Ostpreußen der Kirche der Altpreußischen Union sowie in die katholische Pfarrkirche St. Katharinen Rastenburg im damaligen Bistum Ermland eingegliedert. Heute gehört Suchodoły zur katholischen Heiligkreuz-Kirche Srokowo im jetzigen Erzbistum Ermland und außerdem zur evangelischen Kirche Srokowo, einer Filialkirche der Pfarrei Kętrzyn in der Diözese Masuren der Evangelisch-Augsburgischen Kirche in Polen.

## Verkehr
Suchodoły ist von der Woiwodschaftsstraße 650 aus von Srokowo (Drengfurth) auf direktem Wege und von Wilcze (Waldhaus Drengfurth) über Sówka (Eulenhof) zu erreichen. Eine Anbindung an den Bahnverkehr besteht nicht.